# غابي جينينغز
غابي جينينغز (بالإنجليزية: Gabe Jennings)‏ هو منافس ألعاب قوى أمريكي، ولد في 25 يناير 1979.

## وصلات خارجية
- غابي جينينغز على موقع الاتحاد الدولي لألعاب القوى (الإنجليزية)
- غابي جينينغز على موقع أوليمبيديا (الإنجليزية)